# La marquesa de Yolombó
La marquesa de Yolombó es una novela histórica escrita por el autor antioqueño Tomás Carrasquilla, publicada en 1928. 
Es de tipo costumbrista (aunque Tomás Carrasquilla la concibió en principio como una novela histórica) y en ella se narra y se hace una descripción extensa de la vida de un típico pueblo antioqueño en la época de la colonia, donde destacan los personajes femeninos en una sociedad donde las mujeres se limitaban al cuidado y crianza de los hijos. Es considerada una de las obras más célebres de la literatura colombiana. aunque no se concibió así en un principio, debido a las convulsiones internas del país, sumido en diversas guerras civiles. La historia fue reconocida como leyenda por su gran publicidad. 
Esta historia gira en torno a su personaje principal, Doña Bárbara Caballero y Alzate, como también de la situación social de la época, en este caso es la colonia, en donde el hombre era amo y señor, y su mujer era despreciada porque "solo servían para`criar chinos", época de esclavitud, ya que los negros, en ese entonces, eran vendidos por ser vencidos en rencillas con otras tribus de África y ofertados al mercado Arabe, el mayor comprador, y a los Portugeses. Eran tratados como animales.
Bárbara es descrita en el comienzo del libro como"una chicuela precoz y hacendosa, a quien le alcanzaba el tiempo para todo sin que cosa alguna se le dificulte.es de carácter servicial, complaciente y adaptable".
Hija de padres aristócratas, Don Pedro Caballero, propietario de la mina de santa Polonia y alcalde de Yolombó y Doña Rosalía Alzate, oriunda de España, quienes educaron a su hija para que pudiera complacer en todos sus "caprichos a su futuro esposo" sin darle además una educación en letras y en números, ya que era una mujer.
A la edad de 17 años, Bárbara decidió trabajar en la mina de oro de su padre, recibiendo un "NO" rotundo por parte de sus familiares y de sus cercanos, pero ella convenciéndolos, aunque a punta de "berrinches" aceptaron su decisión y la dejaron hacer lo que ella quisiera, aunque los familiares todavía tenían sus dudas acerca de esta decisión, preguntándole por qué se le dio"por cantar esas aleluyas" respondiendo ella que quería ser una mujer influyente en el pueblo y no quería ser como esas otras damas atontadas.
Así pasaron 4 años, en los cuales Bárbara trabajo como obrera junto a esclavos y cocineros negros , siendo ella muy amable con ellos, rebajándose hasta su nivel, "hasta amigos encontró en la mina!" como la negra Sacramento y su negro Guadalupe.
Después de trabajar esos 4 años, ella consiguió tanto dinero en oro, que llegó a ser reconocida por su dinero, aunque ella no quería ser reconocida por eso, ya que con ese dinero haría su sueño realidad, de ser apreciada, no por su plata, sino por sus acciones y por "pensar libremente".
Ella, con su dinero, poco tiempo después, llegando a hacer obras importantes por su sociedad, como administrar escuelas, levantar templos y capillas en honor a nuestro padre Dios, participar de fiestas religiosas de forma económica y espiritual, y lo más importante de todo, lograr que aceptaran a los negros en fiestas religiosas o en eventos sociales.
En cuanto a su estudio "académico", ella logró, por su cuenta, aprender lo que sus padres no le enseñaron cuando pequeña. Primero aprendió a leer y a escribir, luego se dedicó a estudiar más áreas un poco más difíciles para su época, como historia, geografía y cartografía, teniendo varios maestros como Marcos "López" y el escribano del pueblo, quien le enseñó historia y geografía. En fin, ella se convirtió después de todo en La marquesa de Yolombó, no solo por el título nobiliario dado a ella por ser hija del alcalde del pueblo, sino por su sapiencia y acciones.